# Бужор (Молдова)
Бужор (рум. Bujor, Бужоры) — село в Хынчештском районе Молдавии. Относится к сёлам, не образующим коммуну.

## История
В начале 1940-х годов село являлось административным центром упразднённого Бужорского района.

## География
Село расположено на высоте 86 метров над уровнем моря.

## Население
По данным переписи населения 2004 года, в селе Бужор проживает 3615 человек (1808 мужчин, 1807 женщин).
Этнический состав села:
| Национальность | Число жителей | Процентный состав |
| -------------- | ------------- | ----------------- |
| молдаване      | 3515          | 97.23             |
| румыны         | 76            | 2.1               |
| украинцы       | 13            | 0.36              |
| русские        | 8             | 0.22              |
| болгары        | 1             | 0.03              |
| прочие         | 2             | 0.06              |
| Всего          | 3615          | 100%              |